# Oso Viejo
Oso Viejo är en ort i Mexiko.   Den ligger i kommunen Culiacán och delstaten Sinaloa, i den västra delen av landet, 1 000 km nordväst om huvudstaden Mexico City. Oso Viejo ligger 62 meter över havet och antalet invånare är 1 980.
Terrängen runt Oso Viejo är platt. Runt Oso Viejo är det mycket glesbefolkat, med 6 invånare per kvadratkilometer. Närmaste större samhälle är El Rosario, 16,0 km söder om Oso Viejo. Trakten runt Oso Viejo består till största delen av jordbruksmark.